# Erica rhodantha
Erica rhodantha är en ljungväxtart som beskrevs av Guthrie och Bolus. Erica rhodantha ingår i släktet klockljungssläktet, och familjen ljungväxter. Inga underarter finns listade i Catalogue of Life.